# Vulkan-Eifel-Bahn Betriebsgesellschaft
Die Vulkan-Eifel-Bahn Betriebsgesellschaft mbH (VEB) ist ein Eisenbahnunternehmen mit Sitz in Gerolstein, das
vor allem Güterverkehrsleistungen sowie Sonderzüge im Personenverkehr anbietet.

## Geschichte
Im Jahr 2000 wurde die EBM-Touristik GmbH mit Sitz in Gerolstein als private Eisenbahngesellschaft gegründet. Unternehmensgegenstand war zunächst die Erbringung von Sonder- und Ausflugsverkehren, für die man neben Schienenbusgarnituren auch Reisezugwagen beschaffte.
Im März 2002 folgte, zusammen mit der Konzessionierung als Eisenbahnverkehrsunternehmen, die Umfirmierung der EBM-Touristik in die Vulkan-Eifel-Bahn Betriebsgesellschaft mbH.
Die VEB betrieb als Eisenbahninfrastrukturunternehmen im Zeitraum von Juli 2002 bis Dezember 2012 die Eifelquerbahn zwischen Gerolstein, Daun, Ulmen und Kaisersesch. Bis heute hält sie noch das Bahnbetriebswerk Gerolstein als eigene Infrastruktur zum Abstellen von Zügen vor.
Im Jahr 2015 betrieb die VEB für die National Express Rail NRW (Köln) bis zu 2 Ersatzzuggarnituren auf der NRW-RB 48 zwischen Bonn und Wuppertal. In den Jahren 2016/17 erbrachte die VEB Ersatzverkehre auf der Strecke München–Kufstein für die Bayerische Oberlandbahn.
Im Januar 2019 schrieb die VEB zwecks Abgabe die Strecke zwischen Kaisersesch und Gerolstein aus.
Mitte Januar 2022 überführte das Unternehmen in zwei Fahrten die bisher aufgrund der durch die Hochwasserschäden in Gerolstein eingeschlossenen fünf historischen Reisezugwagen des Rheingold-Express sowie zwei weitere Fahrzeuge auf der vorübergehend freigegebenen Eifelquerbahn nach Kaisersesch.

## Fuhrpark

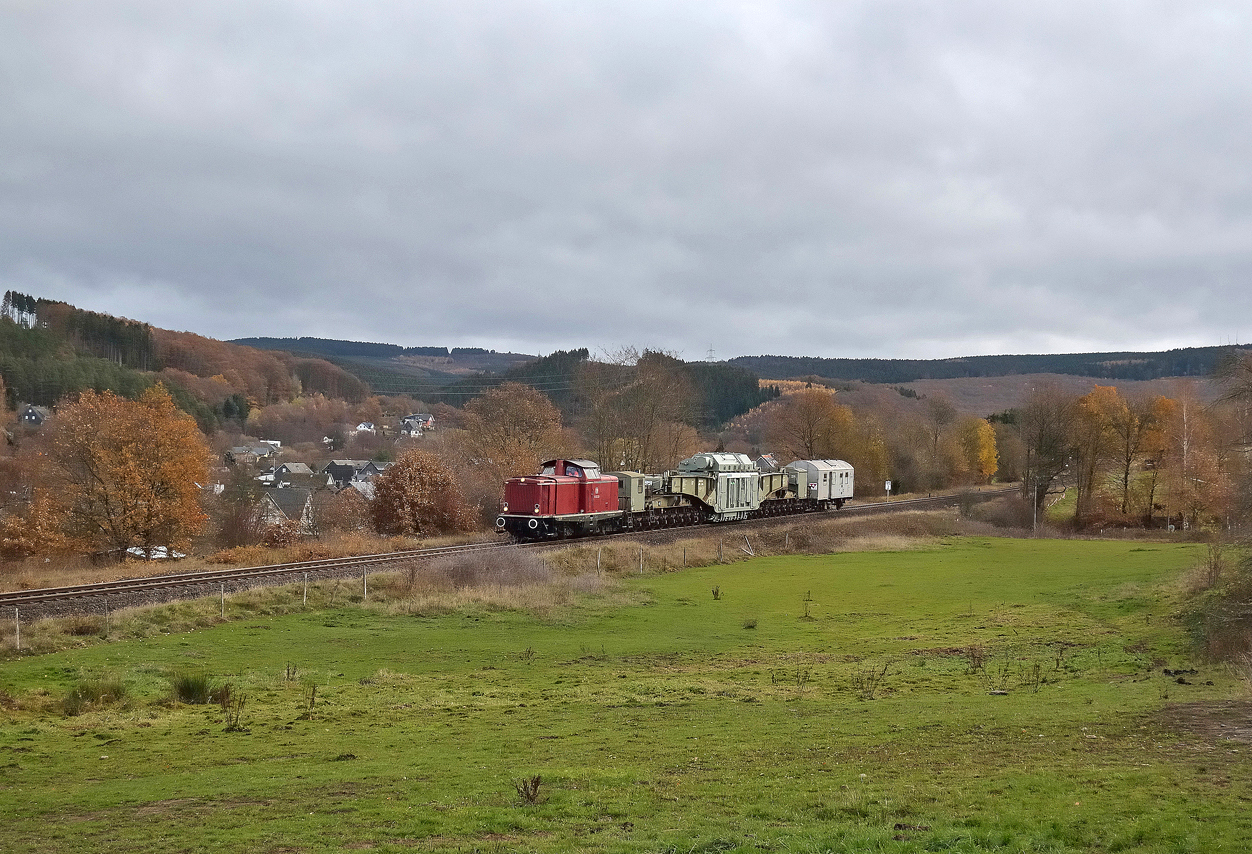
Ein Trafo-Schwertransport für die Firma Amprion, bestimmt für das Umspannwerk Dauersberg, mit einer Diesellokomotive der DB-Baureihe V100 der Vulkan-Eifel-Bahn auf der Hellertalbahn zwischen Zeppenfeld und Neunkirchen (November 2018).

- 2 Dieselloks der Baureihe 212 (V 100)
- 1 Diesellok der Baureihe 211 (V 100)
- 1 Diesellok der Baureihe 218
- 2 Dieselloks der Baureihe 221 (V 200.1)
- 1 Kleindiesellok DB-Baureihe 332 (Köf III)
- 2 Dieselloks der Baureihe 364 (V 60)
- 2 Dieselloks der Baureihe 365 (V 60)
- 13 Schienenbusse der Baureihe 798 (VT 98) 796 und 795